# Biery
Pour les articles ayant des titres homophones, voir Bieri et Bierry.
Biery (prononciation : [ˈbjɛrɨ]) est une localité polonaise de la gmina de Jasienica, située dans le powiat de Bielsko-Biała en voïvodie de Silésie.